# Paris-Argentan
Paris-Argentan est une ancienne course cycliste française, de 260 kilomètres, organisée en 1932 entre la Capitale et la ville d'Argentan dans le département de l'Orne en région Normande.

## Palmarès
| Année | Vainqueur         | Deuxième         | Troisième  |
| ----- | ----------------- | ---------------- | ---------- |
| 1932  | Fernand Mithouard | Henri Bergerioux | Émile Joly |